# ASC (オーストラリア企業)
座標: 南緯34度47分00秒 東経138度30分37秒 / 南緯34.78344度 東経138.510184度
ASC 非公開株式有限会社（英語: ASC Pty Ltd、旧称: Australian Submarine Corporation、日本語: オーストラリア潜水艦企業体）は、オーストラリア南オーストラリア州アデレードのオズボーンに本社を置く造船会社である。ASCはオーストラリア政府などが出資して創設された企業である。

## 歴史
オーストラリア潜水艦企業体はスウェーデンのコックムス社（コリンズ級潜水艦の設計にあたる）とシカゴ・ブリッジ・アンド・アイアン（en:Chicago Bridge & Iron Company）のオーストラリア支店、ウォーマルド・インターナショナル（en:Wormald International）、オーストラリア産業開発公社（Australian Industry Development Corporation）による潜水艦建造を目的とした合弁事業として創設された。
造船所は南オーストラリア州アデレードのオズボーンにあるポートリバー（en:Port River）の未開発地区に建設される。1987年6月29日に建設が始まり、そして1989年11月に開設された。建設予定地について、南オーストラリア州政府は労働組合によって生じるすべての問題を最小限に抑えるため、この場所を選定していた。
1990年にはシカゴ・ブリッジ・アンド・アイアン社とウォーマルド・インターナショナル社は割当株式を売却した。それに伴い、株式はコックムス社とオーストラリア産業開発公社が買い取った。但しコックムス社の割当てのいくらかは、オーストラリア企業が発行株式の過半数を保有する必要があった為にジェームズ・ハーディ（en:James Hardie）社が買い取った。2000年4月5日にはコックムス社保有分の株式が買い取られた。当時、ジョン・ハワード政権下で政府所有企業の民営化が推進されていたにもかかわらず、国有化が成し遂げられた。
会社名は潜水艦の建造および保守整備の専門企業として、そして海軍戦闘艦艇サプライヤーとしての位置づけを明確にするため、2004年10月1日に ASC Pty Ltd と改称された。ASCの社名は特に「伝統と実績」を認めるために選ばれた。

## 建造・開発
1987年、オーストラリア政府はオーストラリア海軍向け潜水艦6隻の国産を企図した契約を結んだ。これはオーストラリア史上最大の防衛調達契約であった。国産潜水艦建造計画は1990年代を通じて困難を伴いつつ進行したが、コリンズ級潜水艦は当時世界で最も先進的な通常動力推進潜水艦として竣工した。しかし、高額なコリンズ級潜水艦は数々の不具合に直面した。ASCはオーストラリア海軍との間での35億オーストラリア・ドル規模の契約を結ぶ。これは6隻のコリンズ級潜水艦が運用上の艦齢寿命を迎えるまで、これを維持するという内容であった。現在まで各国海軍はコリンズ級潜水艦の購入について興味を示しておらず、逆にオーストラリア政府は日本政府に対し潜水艦技術の提供を要請している。
2005年、ASC社はSEA 4000プロジェクトにおいて、他の入札2社に先駆けてオーストラリア政府から優先造船企業に選定される。このプロジェクトはイージスシステムを搭載する新型防空駆逐艦（AWD）3隻の調達を中核としており、2013年度には就役するとされる。
ASC社はコリンズ級潜水艦が退役する2025年頃までの導入を目処に次期潜水艦建造計画を推進している。この計画では12隻の調達が見込まれており、前述のとおり日本からの技術導入にも期待が寄せられている。
2014年11月26日、デビッド・アルバート・ロイド・ジョンストン国防相が、ASCについて「カヌーを作る能力すら無い」と発言し、野党から辞任要求が起こった。トニー・アボット首相は、ASCの能力を擁護した。